# Tricliceras bivinianum
Tricliceras bivinianum är en passionsblomsväxtart som först beskrevs av Louis René Tulasne, och fick sitt nu gällande namn av R.B. Fernandes. Tricliceras bivinianum ingår i släktet Tricliceras och familjen passionsblomsväxter. Inga underarter finns listade i Catalogue of Life.